# Parides proneus
Parides proneus is een vlinder uit de familie van de pages (Papilionidae). De wetenschappelijke naam van de soort is voor het eerst geldig gepubliceerd in 1825 door Jacob Hübner.

## Synoniemen
- Papilio phryneus Lucas, 1852
- Papilio fallax Röber, 1925